# 李應田
李应田（?—?），字砚卿，广东顺德陈村人，为李昴英后人。清朝政治人物、进士出身。

## 生平
道光廿三年（1843年），广东乡试中举。同年，参加越台词社。咸丰二年（1852年）壬子恩科中式四十五名進士咸丰七年，以治河有功而加侍读衔。次年丁母艰，奉留办军务，奖叙以道员用。咸丰十年（1860年），他应陈澧邀请，加入东塾学派。后卒于杭州差次，享年四十岁。有弟李应棠、父李清华。